# Iglesia de San Martín (Belsué)
La iglesia parroquial de San Martín de Belsué, en el término municipal de Nueno, es un templo románico declarado Bien de Interés Cultural. Se ubica en la parte alta de la población, sobre un promontorio. 

## Historia
Autores como Antonio Durán Gudiol la sitúan junto con la Iglesia de Santa María de Belsué como una iglesia de tradición hispano-visigoda, siendo las más tardías del estilo datándolas en la década del 1060 y ubicándolas dentro del esfuerzo repoblador producido durante el reinado de Ramiro I de Aragón en los valles pirenáicos.

## Descripción
Se trata de una iglesia construida con mampuesto grueso en los muros y sillares en esquinas y los marcos de los vanos, mientras que el techo se compone de lajas de piedra.  
Es de nave única con cuatro tramos cubiertos con bóveda de cañón con lunetos, separados mediante arcos fajones que arrancan de ménsulas a la altura de la bóveda, marcada a su vez por una imposta corrida y una cabecera recta de menor anchura que la nave.
En el interior también se encuentra a los pies de la nave un coro alto sobre un espacio abovedado donde se conserva la pila bautismal original, aunque está realizada con forma de media esfera y no presenta decoración.
En los laterales destacan dos volúmenes, el del lado septentrional corresponde a la sacristía y una estancia aneja, a la que se accede sólo desde el exterior, mientras que en el meridional se encuentra un pórtico abierto con arcos de medio punto al frente que cobija la portada de medio punto donde se encuentra el portón, hecho de cuarterones y que aún mantiene los clavos antiguos de forja.  
Por otro lado, en el frente oriental destaca la torre, que enmascara en su base el volumen de la cabecera y que consiste en dos cuerpos separados por un friso de arquillos ciegos de medio punto, estando abierto el cuerpo superior, que cumple la función de cuerpo de campanas. 
El conjunto, que tiene adosado en su frente occidental la antigua casa abadía, es sencillo, armónico y se inserta perfectamente en el paisaje circundante.

## Pinturas murales
Al interior, únicamente destaca la decoración de pintura mural que recubre el testero de la capilla mayor, dentro del estilo gótico y que representa el tema de la Coronación de la Virgen, y las pinturas que decoran la bóveda de dicha capilla, ya de época posterior.